# 2005 în cinematografie
- 2004 în cinematografie — 2005 în cinematografie — 2006 în cinematografie

## Premiere românești
- 15 – Sergiu Nicolaescu
- Aripile întunericului – Jim Wynorski
- Despre morți numai de bine – Claudiu Romilă
- Femeia visurilor – Dan Pița
- Fix Alert – Florin Piersic Jr.
- Marele jaf comunist – Alexandru Solomon
- Moartea domnului Lăzărescu – Cristi Puiu
- Second-Hand – Dan Pița
- Sistemul nervos – Mircea Daneliuc

## Filmele cu cele mai mari încasări
| #   | Titlu                                                          | Studio                       | Încasări mondiale |
| --- | -------------------------------------------------------------- | ---------------------------- | ----------------- |
| 1.  | Harry Potter and the Goblet of Fire                            | Warner Bros.                 | $895,921,036      |
| 2.  | Star Wars Episode III: Revenge of the Sith                     | 20th Century Fox / Lucasfilm | $848,754,768      |
| 3.  | The Chronicles of Narnia: The Lion, the Witch and the Wardrobe | Disney                       | $745,011,272      |
| 4.  | War of the Worlds                                              | Paramount / DreamWorks       | $591,745,540      |
| 5.  | King Kong                                                      | Universal                    | $550,517,357      |
| 6.  | Madagascar                                                     | DreamWorks                   | $532,680,671      |
| 7.  | Mr. & Mrs. Smith                                               | 20th Century Fox             | $478,207,520      |
| 8.  | Charlie and the Chocolate Factory                              | Warner Bros                  | $474,968,763      |
| 9.  | Batman Begins                                                  | Warner Bros / Legendary      | $372,710,015      |
| 10. | Hitch                                                          | Columbia                     | $368,100,420      |

## Premii

### Oscar
- Cel mai bun film: Million Dollar Baby
- Cel mai bun actor: Jamie Foxx
- Cea mai bună actriță: Hilary Swank
- Cel mai bun film străin: Mar Adentro

Articol detaliat: Oscar 2005

### César
- Cel mai bun film: L'Esquive
- Cel mai bun actor: Mathieu Amalric
- Cea mai bună actriță: Yolande Moreau
- Cel mai bun film străin: Lost in translation

Articol detaliat: César 2005

### BAFTA
- Cel mai bun film: The Aviator
- Cel mai bun actor: Jamie Foxx
- Cea mai bună actriță: Imelda Staunton
- Cel mai bun film străin: The Motorcycle Diaries